# Manuel Piñeiro
Manuel Piñeiro Losada (Matanzas, Cuba; 14 de marzo de 1933-La Habana, 11 de marzo de 1998), más conocido como el comandante Barbarroja, fue un político y militar cubano, una de las principales figuras de la Revolución Cubana como responsable de la construcción de los aparatos de seguridad cubanos y de apoyar la expansión de los grupos radicales de izquierda en América Latina.

## Primeros años
Hijo de dos emigrantes gallegos, la leyenda dice que «nació en medio de un huracán en el mostrador del bar que tenían sus padres en la ciudad cubana de Matanzas».
Participó en las protestas estudiantiles en rechazo del golpe de Estado del 10 de marzo de 1952, que llevó el poder al dictador Fulgencio Batista. En septiembre de 1953, su padre, un gerente de Bacardí, lo envió a estudiar a la Universidad de Columbia, en Nueva York, para alejarlo de la política. Mientras estudiaba se opuso a la discriminación política, racial y social que imperaba en esos años en los Estados Unidos; también se casó con una norteamericana, la bailarina Lorna Burdsall, de la que después se separaría.

## Revolución cubana
Regresó a Cuba, a su ciudad natal en 1955, donde se convirtió en uno de los fundadores del Movimiento 26 de Julio. Fue detenido por los organismos de seguridad de Batista y fichado por sus actividades subversivas. Continuó sus actividades clandestinas en La Habana hasta que perseguido por la policía, decidió subir a la Sierra Maestra a incorporarse a la columna mandada por Fidel Castro.
En marzo de 1958, es reconocido por sus méritos y escogido personalmente por Fidel como oficial para integrar la creación del II Frente Oriental Frank País bajo el mando de Raúl Castro. En este frente participa en varios encuentros con efectivos del Ejército cubano. Posteriormente es nombrado jefe de personal e inspección, que incluía el Servicio de Inteligencia y la Policía Rebelde.
Durante los combates por la toma de Santiago de Cuba, es ascendido a comandante del Ejército Rebelde. Luego del triunfo es nombrado jefe de la Plaza Militar de esa ciudad. Es en esta época que es captado por primera vez por las cámaras donde se observaba su barba roja, que explica su sobrenombre.

## Jefe de Servicios de Inteligencia

### Seguridad del Estado
Barbarroja fue siempre un incondicional de Fidel Castro —quien lo apodaba El Gallego—, lo que quedó demostrado públicamente por primera durante el Juicio de los aviadores: un tribunal revolucionario, presidido por el comandante Félix Pena Díaz, juzgó el 2 de marzo de 1959, en Santiago de Cuba, a 43 miembros de la Fuerza Aérea de Batista, y los absolvió a todos. Esa misma noche, Fidel anuló el fallo y nombró un nuevo tribunal, presidido por Piñeiro, que sí condenó a los aviadores. Pena se suicidaría y el comandante Antonio Michel Yabor, otro de los miembros del primer tribunal, terminó en el exilio.
Luego es trasladado a La Habana, donde cumplió diversas funciones para la creación de los organismos de inteligencia y seguridad del régimen de Castro. El 6 de junio de 1961, es nombrado viceministro del Ministerio del Interior y jefe del denominado Viceministerio Técnico, órgano encargado de desarrollar la política de inteligencia y expandir el comunismo en América Latina.
Durante la Invasión de bahía Cochinos, Piñeira fue vice de Ramiro Valdés Menéndez, jefe del G-2, la Seguridad del Estado cubana.En 1965 es elegido miembro del comité central del Partido Comunista Cubano, cargo que desempeñó hasta 1997. Ese mismo año, recibe en La Habana a Markus Wolf, director de la Stasi, el órgano de inteligencia de la República Democrática Alemana que asesoró la formación de la Dirección General de Inteligencia de Cuba. Los organismos encabezados por Piñeiro desempeñaron un papel clave en la eliminación de la clandestinidad anticomunista urbana y un papel importante en la represión de la insurgencia rural. Las operaciones especiales llevadas a cabo permitieron capturar a varios destacados comandantes y militantes rebeldes. Los expertos consideraban a Piñeiro como “el principal líder de la policía política de Cuba”.Frederick Kempe, que fue corresponsal diplomático de The Wall Street Journal, escribió que Piñeiro sostenía que el problema de las drogas es un problema de Estados Unidos, y que si el narcotráfico le causa daño y consigue dinero para la revolución, bien está.
Piñeiro supervisó operaciones secretas y apoyo a las fuerzas procomunistas en Argentina, Venezuela, Perú, Colombia, Bolivia y proporcionó la infraestructura para las acciones africanas del Che Guevara. Al mismo tiempo, Piñeiro se negó a utilizar las fuerzas especiales cubanas para rescatar al Che Guevara y su escuadrón en Bolivia.
La derrota y muerte del Che Guevara socavó la posición de Piñeiro. Un grupo de comunistas veteranos liderados por Aníbal Escalante abogó por un cambio de rumbo, incluido el abandono de las operaciones encubiertas fuera de Cuba. Esta oposición, conocida como el caso de la microfracción, fue reprimida y reprimida con la participación de Piñeiro y Markus Wolf.
A comienzos de 1975 pasó a dirigir el Departamento Américas del CC del PCC. Piñeiro fue responsable de todas las operaciones cubanas en Granada, Nicaragua y El Salvador, así como también en otros países de América, Estados Unidos incluido, ya que de hecho era el coordinador jefe de las operaciones secretas en el continente. A partir de 1997, se retiró de todos los cargos y se dedicó a escribir y corregir libros y estudios sobre la Revolución Cubana.
El 11 de marzo de 1998, luego de recibir un homenaje por los 40 años de la creación del Frente Oriental, sufrió un accidente mientras conducía a su casa y se estrelló contra un árbol, perdiendo la vida. Estaba casado con la chilena Marta Harnecker, a quien había conocido en 1972 y con quien tuvo una hija, Camila. Fue enterrado en el Cementerio de Colón, en La Habana.
Mauricio Vicent, corresponsal del diario español El País, resumía con estas palabras la personalidad de Piñeiro: «Héroe para sus hombres en Cuba, odiado a muerte por sus enemigos ideológicos en Miami, Estados Unidos y todo el continente, Piñeiro fue un estratega extremadamente hábil, de un humor e inteligencia fuera de lo común, cualidades que reconocían y temían hasta sus peores adversarios». Revolucionario ferviente, «mantuvo hasta el final que el pensamiento de Guevara todavía tenía vigencia en América Latina y que la guerrilla de Bolivia pudo haber triunfado». Luis Suaŕez Salazar reunió textos de Piñeiro que publicó en Ocean Press en colaboración con Ediciones Tricontinental en Che Guevara y la revolución latinoamericana.